# Mario Lalli
Mario "Boomer" Lalli (Palm Springs, 22 februari 1966) is een Amerikaanse muzikant. Lalli is bekend als frontman en medeoprichter van de stonerrockband Yawning Man en Fatso Jetson. Hij wordt genoemd als de godfather van de stonerrock en de generator parties in de Palm Desert Scene. Hij is een muzikant uit de Palm Desert Scene en de neef van Larry Lalli.

## Biografie

### Across the River
Lalli begon tijdens zijn schooltijd in de punkrockband Dead Issue toen hij 16 was. Hij verhuisde hiervoor naar Culver City. De band bestond uit bassist Scott Reeder, drummer Alfredo Hernández, gitarist-zanger Herb Lineau en Lalli op gitaar. Ze veranderde de bandnaam in "Darkside". Onder deze naam hebben ze één nummer (Right's Right) uitgebracht als soundtrack voor Desperate Teenage Lovedolls. De bandleden hadden dezelfde leeftijd, maar zaten op verschillende scholen. Nadat Lineau de band had verlaten omdat hij geen interesse meer had, werd de bandnaam veranderd in Across the River. Ze reden in hun auto "The Provoloan" (een paarse ’67 Cadillac) voor een jaar door Los Angeles, Phoenix en San Francisco om op te treden. Ze speelden vooral op kleine en onbekende jamfeestjes met bands als October Faction, Painted Willie en Saccharine Trust.
Het label SST had plannen om met Across the River een album op te nemen. Door miscommunicatie en een slechte timing ging dit niet door. De bandleden van Across the River keerden terug naar de woestijn waar ze vooral bekend werden door te spelen in de verlaten woestijnstadjes en de generator parties. Lalli trouwde, kreeg kinderen en stak zijn tijd in het familierestaurant. John Garcia en Nick Oliveri (oud-leden van de band Kyuss) hebben deze band tijdens hun schoolperiode live gezien. Dit was voor hen een inspiratiebron.
De band heeft één demo opgenomen (N.O.) die nooit is uitgebracht. Het nummer N.O. werd later opnieuw opgenomen door de invloedrijke stonerrockband Kyuss voor het album Welcome to Sky Valley dat in 1994 werd uitgebracht.

### Yawning Man
Nadat Scott Reeder als bassist bij Kyuss ging spelen als bassist voegde Alfredo Hernández en Mario Lalli, Larry Lalli als bassist en Gary Arce als gitarist toe aan de band. Ze speelde in het huis van Mario en Larry's ouders huis in La Quinta, Californië. Ze veranderen de bandnaam in 1987 in 'Englenhook' om instrumentale muziek te maken. Met deze band werkten ze steeds meer toe naar het geluid wat uiteindelijk de band Yawning Man werd. Met de band nam hij twee albums op waar niks mee werd gedaan. Pas in 2005 kwam hun eerste album Rock Formations uit nadat het The Sort of Quartet stopte te bestaan. Het nummer 'Catamaran' is later door de band Kyuss gecoverd op hun album ...And the Circus Leaves Town, dat in 1995 uitkwam. Dit was het tweede nummer dat gecoverd werd door Kyuss waarvan het origineel is gemaakt door een band waar Lalli in speelde.
In 2002 begon de band elkaar weer te zien. In 2005 werd onder de originele bandnaam het eerste album, de lp Rock Formations, uitgebracht op het Spaanse label Alone Records. Maanden later zou Pot Head, een vier nummers tellende ep, iets donkerder, met een zwaardere toon worden vrijgegeven. In 2006 werd Rock Formations opnieuw uitgebracht met een limited edition-bonus-dvd die is opgenomen in W2 club in Den Bosch (Nederland), op 17 juni 2005, tijdens hun Europese tour.
In 2008 werd het album Vista Point uitgegeven door de band. Het is een combinatie van de Rock Formations en de EP Pot Head.
In 2009 gaf de band de dubbel-cd The Birth of Sol (The Demo Tapes) uit. Het is een verzameling van 30 oude nummers die tussen 1986 en 1987 zijn opgenomen.
In 2010 kwam hun derde album Nomadic Pursuits uit.
In 2013 kwam het splitalbum met Fatso Jetson Yawning Man & Fatso Jetson Split uit en toerde beide bands door Europa.

### The Sort of Quartet
Yawning Mans muziek begon te muteren in vreemde loops met een bijna donker jazz- en punkgeluid (bebop). De naam van de band paste niet meer bij de muziek. De band veranderde de naam naar "The Sort of Quartet". Lalli gaf in 2002 aan dat veel vrienden en bekenden naar de liveoptredens van Kyuss in de woestijn gingen kijken. "Ik had meer interesse in jazz en had muziek van Thelonious Monk en Eric Dolphy op mijn cassetterecorder." In 1995 werd het album Planet Mamon uitgebracht, in 1996 Bombas de Amor en Kiss Me Twice I'm Schitzo en in 1999 het laatste album Victim A La Mode.
Mario Lalli gaf in 2002 aan dat "met The Sort of Quartet speelden we op plekken zoals 'The Alligator Lounge' met mensen als Nels Cline, Joe Baiza en Eugene Chadbourne. In deze scene gaat het vooral om muziek maken in plaats van carrière en het verkopen van albums. Wanneer je dit accepteert en respecteert, krijgt het respect van de mensen en het verandert je kijk op de muziekindustrie en de muziek in het algemeen."

### Fatso Jetson
Halverwege de jaren negentig startte Mario met zijn neef Larry en drummer Tony Tornay de band Fatso Jetson nadat ze waren gestopt met de band The Sort of Quartet. Fatso Jetson kwam bij elkaar nadat Tony Tornay (drummer Solarfeast), Mario en Larry veel tijd besteden aan snooker, het drinken van bier en veel tv zaten te kijken in Mario en Larry's nightclub, "Rhythm & Brews" in Indio. Ze besloten de band op te richten nadat ze zagen alle instrumenten te spelen die nodig zijn in een band.
Fatso Jetson speelden hun eerste show in september 1994, de opening van de voormalige Black Flag-gitarist Greg Ginn. Op basis van deze show besloot Greg dat hij een album wilde uitbrengen te brengen met de band op zijn platenlabel SST.
In augustus 1995 werd het eerste Fatso Jetson-album, Stinky Little Gods uitgebracht. Iets meer dan 2 jaar later in november 1997 bracht de band hun tweede album Power of Three uit.
In het najaar van 1997 begon Fatso Jetson te zoeken naar een andere platenmaatschappij. Dit werd Bongload Custom Records. In april 1998 gingen Tony, Mario en Larry naar Monkey Studios in Palm Springs in om aan hun derde album Toasted te werken die werd geproduceerd Chris Goss (Masters Of Reality). Toen in augustus 1998, Gary Arce (waar ze eerder mee hadden samen gespeeld in de band Yawning Man) bij de band kwam als slaggitarist voor een tour langs de westkust met de band Queens of the Stone Age en zette zich hij deze rol voort door ook een tijdje te spelen op het vierde album Flames for All.
In 2001 ging Fatso Jetson terug de studio in om hun 5e album, Cruel & Delicious, op te nemen. Het werd opgenomen door Schneebie van de band Earthlings? en uitgebracht op Josh Homme's platenlabel 'Rekords Rekords'.
In 2007 werd live materiaal van de band uitgegeven. In 2010 kwam het album Archaic Volumes uit. Dit album is zelf door de band opgenomen in studio's van vrienden van de bandleden ('Total Annihilation Studio' en 'Donner and Blitzen Studio').

### Rubber Snake Charmers
Mario Lalli begon de jazzband Rubber Snake Charmers met bandleden waarmee hij tegenwoordig en vroeger mee speelde. De band heeft in 2013 vier keer opgetreden. Drie keer in Los Angeles en één keer in Twentynine Palms om het twintigjarig bestaan van de band Dali's Llama's te vieren. De band bestaat uit onder andere Mario Lalli (Fatso Jetson, Auto Modown etc.), Mike Pygmie (You Know Who, Mondo Generator), Herb Lineau (Dead Issue, Half Astro, Super Fun Happy Slide), Mathias "Schneebi" Schneeberger, (Masters of Reality, Sa Fi), Alfredo Hernández (Kyuss, Whiskey and Knives), Tony Torney (Solarfeast, Fatso Jetson), Dino Lalli (Fatso Jetson, Auto Modown), Vince Meghrouni (Fatso Jetson, soloartiest).

### Doom Quartet
Lalli gaf aan in november 2014 samen met Alain Johannes, Dave Catching en Joey Castillo deel van deze improvisatieband te zijn. Het viertal zal livemuziek ten gehore brengen tijdens een te bekijken film in Frankrijk.

## Persoonlijk/Generator Parties
Lalli groeide op in Palm Springs. Hij kreeg al snel de bijnaam "Boomer" door zijn gewicht en lengte. In deze periode luisterde hij naar bands als Aerosmith. Zijn ouders waren operazangers die een Italiaans restaurant Mario's—Where They Sing While You Dine hadden in de Low Desert. Deze verhuisde na 20 jaar naar Pasadena om het concept van eten en zang door te zetten in de stad. In 2010 sloot de zaak.
De muzieksmaak van Lalli veranderde na het zien van liveshows van bands als Black Flag, Redd Kross en Saccharine Trust. De muziek die Lalli maakte paste niet in het restaurant van zijn ouders. Lalli zei hierover tijdens een interview in 2002: "De woestijn is de perfecte plek om muziek te maken, maar het is een slechte plek om op te treden." Dit veranderde toen Dave Travis (een vriend van Lalli) hem en Mike Glass uitnodigde om te jammen in Pacific Palisades. Lalli gaf in een interview aan dat het daar moeilijk was om live te spelen. "We reden op een dag naar Hollywood Hills en reden Mulholland Drive in om er via een generator te jammen. Dit was een groot succes. Het enige probleem was dat dit in een dichtbevolkt gebied was en er dus een grote kans was op destructief gedrag door het publiek."
Een maand later speelde ze hun eerste generator party in de woestijn. Lalli zei het volgende hierover in een interview (2002): "De woestijn heeft alle plek die je nodig hebt. Je kan er voor meer dan 500 mensen live spelen en doen wat je wil doen. In de jaren zeventig werd dit ook veel gedaan door rockbands, maar wij waren er toen nog niet dus wij moesten het opnieuw uitvinden. Het enige wat je nodig had was een generator met voltage regulering, muziekinstrumenten, mond-tot-mondreclame en een lamp. Er was geen cultuur in de woestijn dus moesten wij onze eigen cultuur maken." Lalli kocht zijn eigen generator en organiseerde om de drie maanden de Dust Festivals zoals de generator parties lokaal bekendstonden.
Toen Lalli 18 was, was hij al voor velen een legendarisch persoon in de Low Desert. De toen 12-jarige Brant Bjork en Josh Homme zagen hem als voorbeeld.
Begin jaren negentig stopte Lalli met het organiseren van de generator parties nadat de sfeer steeds agressiever werd. "In het begin kwamen er vrienden van de band kijken en feesten. Dit veranderde naarmate meer mensen de party's ontdekte. Er kwam steeds meer publiek met messen en pistolen." "Tijdens het laatste feest traden er tien bands op. We noemden het 'The Splattering of the Tribes'. Het publiek bestond uit ongeveer 1500 mensen. Mensen kwam met bebloede hoofden naar mij toe waar de eerste hulp post was, ze namen drugs in, klommen op rotsen. Het werd een gevaarlijke situatie. Ik voelde mij verantwoordelijk en stopte met het organiseren."
In 2014 bestond zijn band Fatso Jetson 20 jaar. Lalli gaf aan op tournee te willen met de band langs de westkust van Californië, Nevada, Arizona en Texas. Ook had hij het idee om een Generator Party te houden zoals vroeger, met als thema '20 jaar later'.
Naast het spelen van shows in en rond Los Angeles is Mario samen met zijn leef Larry Lalli eigenaar en exploitant van een klein restaurant en club in Sierra Madre, Californië genaamd Cafe 322, gelegen op 322 West Sierra Madre Boulevard. Ze hebben vaak jazz- en bluesartiesten, maar treden zelf ook sporadisch op. Voordat ze deze club opende hadden ze een andere club 'Rhythm & Brews' in Indio, Californië voor 250 bezoekers waar onder andere Rancid, the Melvins, en Dick Dale hebben opgetreden nadat de Generator Parties niet meer werkten. Omdat er met regelmaat politie nodig was om orde te houden sloot in club in 1995 zijn deuren.
In 2014 was Lalli met zijn zoon Dino de manager tijdens een tour van de band OFF!.

## Discografie

### MetAcross the River
| Jaar | Titel         | Opmerkingen    |
| ---- | ------------- | -------------- |
| 1986 | "N.O. (demo)" | gitaar en zang |

### MetThe Sort of Quartet
| Jaar | Titel                       | Opmerkingen             |
| ---- | --------------------------- | ----------------------- |
| 1995 | "Planet Mamon"              | gitaar, zang, percussie |
| 1996 | "Bombas de Amor"            | gitaar, zang, percussie |
| 1996 | "Kiss Me Twice I'm Schitzo" | gitaar, zang, percussie |
| 1999 | "Victim A La Mode"          | gitaar, zang, percussie |

### MetYawning Man
| Jaar | Titel                               | Opmerkingen                                                  |
| ---- | ----------------------------------- | ------------------------------------------------------------ |
| 2005 | "Rock Formations lp"                | basgitaar                                                    |
| 2008 | "Vista Point lp"                    | basgitaar                                                    |
| 2009 | "The Birth of Sol (The Demo Tapes)" | gitaar en zang                                               |
| 2010 | "Nomadic Pursuits"                  | basgitaar                                                    |
| 2013 | "Yawning Man & Fatso Jetson Split"  | zang en gitaar voor Fatso Jetson, basgitaar voor Yawning Man |

### MetFatso Jetson

#### Albums
| Jaar | Titel                      | Opmerkingen  |
| ---- | -------------------------- | ------------ |
| 1995 | "Stinky Little Gods"       | zang, gitaar |
| 1997 | "Power of Three"           | zang, gitaar |
| 1999 | "Flames for All"           | zang, gitaar |
| 2001 | "Toasted"                  | zang, gitaar |
| 2002 | "Cruel & Delicious"        | zang, gitaar |
| 2007 | "Fatso Jetson Live (lp)"   | zang, gitaar |
| 2010 | "Archaic Volumes"          | zang, gitaar |
| 2013 | "Live at Maximum Festival" | zang, gitaar |
| 2016 | "Idle Hands"               | zang, gitaar |

#### Single en ep
| Jaar | Titel                                  | Opmerkingen    |
| ---- | -------------------------------------- | -------------- |
| 1998 | "Fu Manchu/Fatso Jetson Split"         | zang, gitaar   |
| 1998 | "Fatso Jetson/The Bloodshot Split"     | zang, gitaar   |
| 1999 | "Fatso Jetson/Fireball Ministry Split" | zang, gitaar   |
| 2010 | "Fatso Jetson/Oak's Mary Split"        | zang, gitaar   |
| 2013 | "Yawning Man & Fatso Jetson Split"     | zang, gitaar   |
| 2014 | "Early Shapes Split"                   | zang en gitaar |

#### Compilatiealbums
| Jaar | Titel                                            | Opmerkingen  |
| ---- | ------------------------------------------------ | ------------ |
| 1998 | "Welcome to Meteor City"                         | zang, gitaar |
| 1999 | "Graven Images - A Tribute to the Misfits"       | zang, gitaar |
| 2001 | "Stoned Again! - A Bong Load Records Collection" | zang, gitaar |

### MetTen East
| Jaar | Titel                          | Opmerkingen |
| ---- | ------------------------------ | ----------- |
| 2006 | "Extraterrestrial Highway"     | gitaar      |
| 2008 | "The Robot's Guide to Freedom" | gitaar      |

### MetOrquesta del Desierto
| Jaar | Titel                   | Opmerkingen |
| ---- | ----------------------- | ----------- |
| 2002 | "Orquesta Del Desierto" | gitaar      |
| 2003 | "Dos"                   | gitaar      |

### MetWaterWays
| Jaar | Titel                                                          | Opmerkingen |
| ---- | -------------------------------------------------------------- | ----------- |
| 2010 | "Waterways/Yawning Sons"                                       | gitaar      |
| 2012 | "WaterWays/Sons of Alpha Centauri/Hotel Wrecking City Traders" | gitaar      |

### MetThe Perfect Rat
| Jaar | Titel                  | Opmerkingen |
| ---- | ---------------------- | ----------- |
| 2007 | "Endangered Languages" | gitaar      |

### Gastoptredens
(Selectief)
| Jaar | Titel                                                                   | Opmerkingen                                                                                         |
| ---- | ----------------------------------------------------------------------- | --------------------------------------------------------------------------------------------------- |
| 1994 | Kyuss - Welcome to Sky Valley                                           | gitaar, "N.O."                                                                                      |
| 1995 | Kyuss - ...And the Circus Leaves Town                                   | schrijver van het nummer "Catamaran"                                                                |
| 1998 | Desert Sessions - The Desert Sessions: Volumes 3 & 4                    | basgitaar op "Monster in the Parasol", gitaar op "Jr. High Love", zang en gitaar op "Eccentric Man" |
| 1999 | Brant Bjork - Jalamanta                                                 | zang en tekst, "Toot"                                                                               |
| 1999 | Desert Sessions - The Desert Sessions: Volumes 5 & 6                    | zang, "You Think I Ain't Worth a Dollar, But I Feel Like a Millionaire"                             |
| 2004 | Forever Changing Concept / Mario Lalli & Friends - R&B Records Presents | zang, gitaar, basgitaar en lapsteel op "Monoxide Dreams" en "The Golden Age Of Cellblock Slang"     |
| 2005 | Brant Bjork and the Bros - Saved by Magic                               | gitaar op "Sweet Maria's Dreams" en "Avenida De La Revolución"                                      |
| 2006 | Chuck Dukowski SEXTET – Eat My Life                                     | gitaar op "Eat My Life", "Dreaming Of The Endless Death"                                            |
| 2007 | Brant Bjork and the Bros – Somera Sól                                   | tekst en zang, "Blood In The Gallery"                                                               |
| 2008 | Dark Tooth Encounter – Soft Monsters                                    | gitaar op "Weeping Pines " en "Engine Drone", basgitaar op "Radio Bleed"                            |
| 2008 | The Gutter Twins – Saturnalia                                           | gitaar, "Circle The Fringes" en "Bête Noire"                                                        |
| 2009 | Yawning Sons – Ceremony To The Sunset                                   | zang, "Meadows"                                                                                     |
| 2011 | Wine – No Sweet Home                                                    | gitaar, "Death Breath"                                                                              |
| 2011 | Waxy - Waxy                                                             | gitaar (nummer onbekend)                                                                            |
| 2013 | Oak's Mary – Say Hello To The President                                 | gitaar, zang en tekst op "Sand In The Teeth"                                                        |
| 2016 | ZUN – Burial Sunrise                                                    | Basgitaar op "Into the Wasteland", "All For Nothing" en "All That you Say I Am"                     |